# Ximena Pérez de Alagón
Ximena Pérez de Alagón o Ximena II de Alagón (? -?) Fue III Señora de Alagón. Hija de Ximena López de Alagón y su marido Gonzalo Pérez. En 1135 se casó con Artal III de Pallars Sobirá. De este matrimonio nació Palacín I de Alagón, señor de Alagón.